# Litchfield (Connecticut)
Litchfield es un pueblo ubicado en el condado de Litchfield en el estado estadounidense de Connecticut. En el año 2005 tenía una población de 8684 habitantes y una densidad poblacional de 60 personas por km². Es el lugar de nacimiento de la escritora Harriet Beecher Stowe (1811-1896), autora, entre otros, del famoso La cabaña del tío Tom.

## Geografía
Litchfield se encuentra ubicada en las coordenadas 41°46′00″N 73°06′58″O / 41.76667, -73.11611.

## Demografía
Según la Oficina del Censo en 2000 los ingresos medios por hogar en la localidad eran de $58,418, y los ingresos medios por familia eran $70,594. Los hombres tenían unos ingresos medios de $50,284 frente a los $31,787 para las mujeres. La renta per cápita para la localidad era de $30,096. Alrededor del 4.0% de la población estaban por debajo del umbral de pobreza.